# Mount Mossy
Mount Mossy är en kulle i Belize.   Den ligger i distriktet Stann Creek, i den centrala delen av landet, 40 km sydost om huvudstaden Belmopan. Toppen på Mount Mossy är 911 meter över havet, eller 298 meter över den omgivande terrängen. Bredden vid basen är 7,8 km.
Terrängen runt Mount Mossy är huvudsakligen kuperad. Runt Mount Mossy är det glesbefolkat, med 11 invånare per kvadratkilometer..
I omgivningarna runt Mount Mossy växer i huvudsak städsegrön lövskog.